# Distretto di Çermik
Il distretto di Çermik (in turco Çermik ilçesi) è uno dei distretti della provincia di Diyarbakır, in Turchia.